# منشآت النفط في الزهراني

منشآت النفط في الزهراني (ZOIL)

منشآت النفط في الزهراني (ZOIL)، تتألف المنشآت من موقعين: المصب ومصفاة، تم إنشاء المصب من قبل شركة BECHTEL وكانت تعود ملكيته إلى شركة (Tapeline) وهي شركة خط الانابيب عبر البلاد العربية التي كانت تستقبل النفط الخام من النوع العربي الخفيف من المملكة العربية السعودية من خلال خطوط أنابيب النفط الممدة عبر الأردن وسوريا وصولاً إلى مصب الزهراني في جنوب لبنان.
بدأ العمل في المصفاة في أوائل عام 1950، وكانت تمتلكها شركة كالتكس تحت اسم MEDRECO-)  MEDITERRANEAN REFINERY CO.)  كانت المصفاة تكرر 17,500 برميلاً في اليوم، إلى أن تم إيقافها بشكل كامل في عام 1989 للأسباب ذاتها التي أدت إلى إيقاف مصفاة طرابلس.
33°29′28″N 35°20′17″E / 33.491100°N 35.337944°E

## الأنشطة الحالية
تعمل المنشآت على أساس استيراد  الفيول اويل والغاز اويل، والبنزين   92 أوكتان، من خلال المصب وتخزنها في خزانات المنشآت المنشآت ليتم بعد ذلك معالجتها وتوزّع هذه المشتقات في السوق المحلية من خلال شركات التوزيع.

## المصب
تم إنشاءه من قبل  شركة بكتل وكانت تعود ملكيته إلى شركة  (Tapeline) شركة خط الانابيب عبر البلاد العربية وتخلت عن ملكيته في 31 كانون الأول عام 1983 لصالح الدولة اللبنانية.
كانت شركة بكتل، (قبل عام 1982)  تستقبل النفط الخام من النوع العربي الخفيف، حوالي 500,000 برميل يوميا، من المملكة العربية السعودية بواسطة خط أنابيب  النفط الممتد عبر الأردن وسوريا وصولاً إلى مصب الزهراني في جنوب لبنان بمسافة إجمالية 1,213 كلم وبقطر 31 انش.
وتبلغ المساحة الإجمالية للمصب 2200000 م2.

### يتألف المصب من منطقتين
-المنطقة السفلى والتي تتضمن دائرة المنطقة البحرية والعمليات التي تتم على الشاطئ
المنطقة العليا والتي تتضمن منطقة مجمَع الخزانات.
- مركز العمليــات البحريــــة:

يوجد مربط واحد (رقم 2) يبعد مسافة 1800 متر تقريبا" عن الشاطئ وعليه 3 خطوط بحرية على عمق 60 قدم:
اولا": خط 20 انش لنقل المازوت والبنزين.
ثانيا": خط 20 انش لنقل النفط الخام (يسمى 2A).
ثالثا": خط 36 انش لنقل النفط الخام (يسمى 2B).
- ولقد تم تركيب خراطيم مطاطية جديدة على خطي النفط الخام والمازوت (2A).
-إن رصيف الميناء المخصص لإرساء الزوارق والماعونة المعدة لخدمة ناقلات النفط البحرية قد تم في عام 2009.(تدعيم مكسر الموج وذلك للحفاظ على سلامة الملاحة، وجرى تأهيل مركز صيانة الزوارق البحرية (dry dock).
-يوجد خمسة زوارق (3 زوارق بحالة جيدة بطاقة 360 حصان وزورق واحد للغطس بطاقة 180 حصان والزورق الخامس بحاجة لمحرك بطاقة 500 حصان).
-يوجد ماعونة واحدة مع رافعة برجية.
- يوجد شفاطة رمول عدد 1 DREDGE. ملاحظة: يوجد مربط (رقم 1) يمكن مده حوالي 1700 متر بالإضافة إلى طوله الحالي (الذي هو 1700 متر) ليصل إلى عمق يتجاوز 25 مترا «غربا» وتجهييزه بخط بحري بقطر 24 انش مع استحداث نظام الربط المتحرك (SBM) لتفريغ ناقلات النفط العملاقة (VLCC).
- مركز العمليات البرية (التفريغ والتخزين):

غرفة مراقبة لعملية تفريغ وتحميل الناقلات البحرية المحملة بالمشتقات النفطية.
- ثلاث مضخات (رقم 1 ورقم 4 ورقم 3) لتفريغ حمولة الناقلة بطاقة 1000 طن في الساعة إذا كانت مضخات هذه الناقلة نؤمن ضغط ضخ بمعدل 100 باوند PSI ، وهي مزودة بمحركات ديزل جديدة، إن عملية نقل المشتقات النفطية من خزانات المصب إلى خزانات الناقلة تتم بواسطة الجاذبية ويكون مقدار الكمية المسلمة هو بمعدل 3000 طن بالساعة. وتلك الخزانات ذات سطح عائم عددها 22 خزان بقدرة استيعاب اجمالية حوالي أربعة ملايين برميل أي ما يقارب 500,000 طن متري، هذه الخزانات موجودة على علو حوالي 370 قدم عن سطح البحر.

## المصفاة
بدأ العمل في المصفاة في أوائل عام 1950، وكانت تمتلكها شركة CATLEX تحت اسم (  MEDRECO- MEDITERRANEAN REFINERY CO.) وفي 30 أيلول عام 1986 قامت هذه الشركة بالتخلي عن ملكيتها لصالح الدولة  اللبنانية.
كانت المصفاة تقوم بتكرير 17500 برميلاً في اليوم، إلى أن تم إيقافها بشكل كامل في عام 1989. إن منطقة التخزين في المصفاة تحتوي على: خزانات البنزين: عددها اثنان سعتهما المسموحة نظرا لقدمها هي (26.300) برميل أي حوالي 4.179 م3 . خزانات المازوت: عددها أربعة سعتها المسموحة هي (111.600) برميل أي حوالي 17.700 م3، خزانات نفط خام: عددها اثنان سعتهما المسموحة هي (45.000) برميل أي حوالي 7.150 م3.

### تتــألف المصفاة من الوحدات التالية
- أ- وحدة تكرير رئيسية معدة لتكرير زيت النفط الخام من النوع العربي الخفيف (متوقفة عن العمل (
- ب- وحدة استخراج مادة الكبريت وثلاث وحدات معدة لمعالجة مادة البنـزين (متوقفة عن العمل)
- ت- معمل الطاقة الكهربائية (مولدين بطاقة 400 ك.ف.أ الأول وضع في الخدمة عام 1996 والثاني وضع في الخدمة عام 2012 .
- ث-وحدتي تحلية آاز الطيران والبنزين ووحدة إضافة الرصاص (متوقفة عن العمل)
- ج- وحدة المضخات.
- ح- وحدتي التعبئة للصهاريج والسكة الحديد.(التعبئة عند سكة الحديد متوقفة عن العمل).
- خ-مركز تخزين المشتقات النفطية (تم شرحها آنفا).
- د- يوجد ثلاث آبار ماء ارتوازية مجهزة بمضخات طاقة 1900 لتر بالدقيقة على عمق 200 متر تقريبا" (اثنان في الخدمة اما الثالث فبحاجة إلى إعادة تأهيل).
- ذ- مختبر مجهز بأحدث التقنيات.
- ر- خزانات الغاز: إن عدد خزانات الغاز المتواجدة في المصفاة هو 16 خزان وهي على الشكل التالي: خزانات جاهزة وموصولة بنظام المصفاة وعددها سبعة. أما سعتها الاجمالية فهي ما يقارب 400 متر مكعب، خزانات قائمة وغير مكتملة التجهييز وغير موصولة بواسطة الانابيب بنظام المصفاة عددها تسعة، سعة الواحد منها 250 متر مكعب والسعة الاجمالية 2250 متر مكعب.[1]